# Shag Rocks (Massachusetts)
Shag Rocks ist eine Insel im Boston Harbor. Sie liegt 10 mi (16,1 km) vom Bostoner Stadtzentrum entfernt auf dem Gebiet des Bundesstaats Massachusetts der Vereinigten Staaten und verfügt über eine Fläche von ca. 1,3 Acres (0,5 ha). Sie wird nicht verwaltet und ist Teil der Boston Harbor Islands National Recreation Area.
Aufgrund ihrer natürlichen Beschaffenheit ist es nicht möglich, auf die Insel zu gelangen. Der Felsen war viele Jahre eine große Gefahr für die Schifffahrt, und viele Schiffe sanken in unmittelbarer Nähe. Erst die Inbetriebnahme des Boston Light auf dem nahegelegenen Little Brewster Island ermöglichte eine Warnung der Kapitäne und Unterstützung bei Bergungsmissionen.